# Мичоакан
Мичоакан, званично Мичоакан де Окампо (шп. Michoacán, Michoacán de Ocampo), држава је на западу централног Мексика. 
Мичоакан се простире на 59.864 km². 
Граничи се са државама Колима и Халиско на североистоку, Гванахуато и Керетаро на северу, са државом Мексико на истоку, и на југоистоку са Герером, и на југозападу са Тихим океаном. 
У држави живи 4 милиона становника.
Главни град Мичоакана је Морелија.
Мичоакан је био најзначајнији град цивилизације Пурепеча, која је била конкуренција Астецима, и са њима била у сукобу. Најпознатији археолошки остаци ове културе су на локацији Цинцунцан.
Значајна природна атракција државе је вулкан Парикутин.

## Становништво
| 1990.     | 1995.     | 2000.     | 2005.     | 2010.     |
| --------- | --------- | --------- | --------- | --------- |
| 3 548 199 | 3 870 604 | 3 985 667 | 3 966 073 | 4 351 037 |